# مشاع عشایری شماره دو
مشاع عشایری شماره ۲ روستایی در دهستان دولت‌آباد بخش مرکزی شهرستان جیرفت استان کرمان ایران است.

## جمعیت
بر پایه سرشماری عمومی نفوس و مسکن در سال ۱۳۹۵ جمعیت این مکان ۳۲ نفر (۹خانوار) بوده‌است.